# Отношения Израиля и Республики Конго
Отношения Израиля и Республики Конго — настоящие и исторические международные дипломатические, политические, экономические, военные, культурные и прочие отношения между Государством Израиль и Республикой Конго.
Израиль представлен в РК нерезидентным послом, который работает в Луанде (Ангола). РК имеет посольство в Израиле, которое расположено в Герцлии.

## История
Двусторонние отношения были установлены вскоре после провозглашения независимости Республики Конго в 1960 году или в начале 1961 года.
21 августа 1960 года президент РК Фюльбер Юлу посетил Израиль с официальным визитом. Его сопровождал министр информации, глава администрации и другие официальные лица. Это был первый в истории визит главы иностранного государства в Израиль. При этом для самого Юлу это была третья зарубежная поездка (после Франции и Италии). Делегацию встречал глава правительства Давид Бен-Гурион. На второй день президента Юлу принял его коллега, Ицхак Бен-Цви. Конголезская делегация также стала гостем Научной конференции в Реховоте. На двусторонних переговорах стороны обсудили культурное и техническое сотрудничество, а также образовательные программы для конголезского руководства.
В августе 1962 года израильский президент Ицхак Бен-Цви посетил Республику Конго с официальным визитом, который продолжался неделю. Бен-Цви был принят президентом страны Фюльбером Юлу (см. фото), главой МВД (с которым отправился на яхте в круиз по реке Конго), а также встретился со спикером парламента Марселем Ибалико. Президент Юлу принял Бен-Цви в своём родном городе Мадибу, где был дан обед в честь гостя.
В 1967 году после Шестидневной войны, РК, как и многие страны Чёрной Африки, разорвала дипломатические отношения с Израилем, которые были позже восстановлены только в 1991 году.

## Сотрудничество

### Экономика и торговля
Во время правления первого президента РК Фюльбера Юлу страны тесно сотрудничали в сфере сельского хозяйства: Израиль предоставлял африканской стране технику, а также некоторые израильские компании работали в РК в сфере деревообработки. Это сотрудничество прекратилось с приходом к власти Альфонса Массамба-Деба.
В 2015 году объём израильского экспорта в РК составил $9,5 млн. В этот же год Израиль импортировал товаров из РК на сумму $100 тыс.

### Образование
В 1963 году конголезские парашютисты обучались в Израиле, а позже Израиль открыл парашютную школу в РК.

### Военная и оборонная сфера
Военное сотрудничество между двумя странами происходило до разрыва официальных отношений в конце 1960-х; было продолжено после восстановления отношений в 1991 году: в частности после прихода к власти Паскаля Лиссубы, имевшего нестабильную армию на севере страны. Лиссуба нанял израильских телохранителей (с ведома официального Иерусалима), а также израильских специалистов, которые помогали в комплектации армии и жандармерии ещё с 1980-х.
В 1993—1994 годах 65 бывших израильских офицеров прибыли в Браззавиль, чтобы тренировать только что созданную президентскую гвардию. После прихода к власти Дени Сассу-Нгессо в 1997 году, страны поддерживают корректные, но не слишком близкие отношения.

## Список посланников

### Послы Израиля в РК
- Йерахмиэль Ям Яарон (ноябрь 1961) — первый посол Израиля в РК[9]

## Галерея
- Израильский президент Ицхак Бен-Цви в РК (в белом: президент РК Фюльбер Юлу), 2 августа 1962 года
- Израильский президент Ицхак Бен-Цви посещает офис авиакомпании «Air Congo», 8 августа 1962 года